# ماهیچه راست شکم
عضله راست شکم یا (به انگلیسی: Rectus abdominis muscle) یکی از عضلات دیوارهٔ قدامی خارجی شکم است. عضلات دیواره قدامی خارجی شکم عبارتند از: عضله راست شکم، عضله مایل خارجی، عضله مایل داخلی و عضله عرضی شکمی

## کارکرد
عضله راست شکم عضله ایست دراز که در طرفین خط وسط در بالا از غضروف‌های دنده ۵ تا ۸ و زائده گزیفوئید شروع شده و در پایین به سمفیز و ستیغ عانه ختم می‌شود. این دو عضله در وسط به وسیله یک نوار هم‌بندی به نام خط سفید (لینا آلبا) از هم جدا شده‌اند و دارای غلافی می‌باشند که از نیامهای پوششی عضلات مایل و عرضی شکم به وجود می‌آیند.
این عضله سه قسمت تاندونی (Tendinous intersection) دارد که در روی پوست به صورت سه شیار دیده می‌شود. این ساختمان‌های تاندونی کارایی عضله را افزایش می‌دهند اولی در سطح Xiphoid، سومی در سطح ناف و دومی در بین این دو قرار می‌گیرد. جهت مشخص شدن عضله فرد باید به صورت طاق باز (Supine) خوابیده، سپس، از وی خواسته شود که شانه‌ها یا هر دو پا را از زمین بلند کند.
عضله راست شکمی مسئول نزدیک کردن تنه به لگن است (مثلاً هنگام ورزش دراز و نشست).